# Liste der Bodendenkmale in Negenborn
In der Liste der Bodendenkmale in Negenborn  sind die Bodendenkmale der niedersächsischen Gemeinde Negenborn aufgeführt. Die Quelle ist der Denkmalatlas Niedersachsen.

Negenborn im Landkreis Holzminden

Der Stand der Liste ist der 30. Januar 2025.

## Allgemein
In den Spalten finden sich folgende Informationen des Bodendenkmales:
| Lage         | geographische Koordinaten                                                           |
| Bezeichnung  | Bezeichnung lt. Denkmalatlas                                                        |
| Beschreibung | Beschreibung lt. Denkmalatlas                                                       |
| ID           | Objekt-ID                                                                           |
| Bild         | Bild, ggf. zusätzlich mit Link zu weiteren Fotos im Medienarchiv Wikimedia Commons. |

## Negenborn
| Lage                        | Bezeichnung                    | Beschreibung | ID       | Bild           |
| --------------------------- | ------------------------------ | --- | -------- | -------------- |
| 51° 52′ 39″ N, 9° 32′ 37″ O | Negenborn 1, Großer Everstein  | Eine der historisch bedeutendsten Burgen des Landkreises, die Hauptburg der Grafen von Everstein. Sie wurde in der 1. Hälfte des 12. Jh. errichtet. Die erste urkundliche Ernennung erfolgte 1120. Die Burg ging nach der Belagerung 1284 in den Besitz des Welfenherzogs Heinrich des Wunderlichen über und wurde zu einem Amtssitz umgebaut. 1493 ließ Abt Geverhard Maske vom Kloster Amlungsborn die Burganlage abreißen. Der welfische Amtssitz wurde damals nach Forst verlagert. | 28968297 | Weitere Bilder |
| 51° 52′ 51″ N, 9° 32′ 50″ O | Negenborn 2, Kleiner Everstein | Die Burg Kleiner Everstein war Teil einer zweiteiligen Burganlage, deren zweites Element, der Große Everstein, 500 m weiter südsüdwestlich lag. Die Anlage wurde nach den Funden wahrscheinlich um 1100 als ursprünglicher Stammsitz der Grafen von Everstein errichtet, der Große Everstein scheint erst später dazugekommen zu sein. Nach der Slavenchronik des Helmold von Bosau war die Burg 1126 Aufenthaltsort des heiligen Vicelin. Die erste urkundliche Erwähnung der Gesamtanlage erfolgte 1226. Eine ausdrückliche Erwähnung des Großen Everstein im Jahr 1265 impliziert die Existenz des Kleinen Eversteins. Eine ausdrückliche urkundliche Nennung speziell des Kleinen Eversteins ist nie erfolgt.                          | 28968299 |                |
| 51° 52′ 34″ N, 9° 32′ 52″ O | Negenborn 5, Stadtwüstung      | Südwestlich der Burg Großer Everstein liegt eine annähernd dreieckige Wallanlage, wobei die SW- und die NW-Flanke zum ansteigenden Hang hin nicht befestigt sind. Wallsohl-Breite beträgt ca. 6 m, H. ca. 1 m, die Breite des vorgelagerten Grabens ca. 7 m, die Tiefe bis 1,5 m. Im O-Bereich verflacht und oberflächig gestört. Durch den SW-Wall und den NO-Wall führt jeweils ein Forstweg. Innerhalb der umwallten Fläche mehrere dicht benachbarte Mardellen bzw. Podeste. Hier liegt offenbar eine dynastische „Zwergstadt“ vor der Burg aus der 2. Hälfte des 13. Jh. vor, die nicht vollendet wurde. Bauherren waren wohl die Grafen von Everstein, die ihre Stammburg 1284/85 an die Herzöge von Braunschweig verkaufen mussten. | 28968301 | BW             |